# Altamont Pass

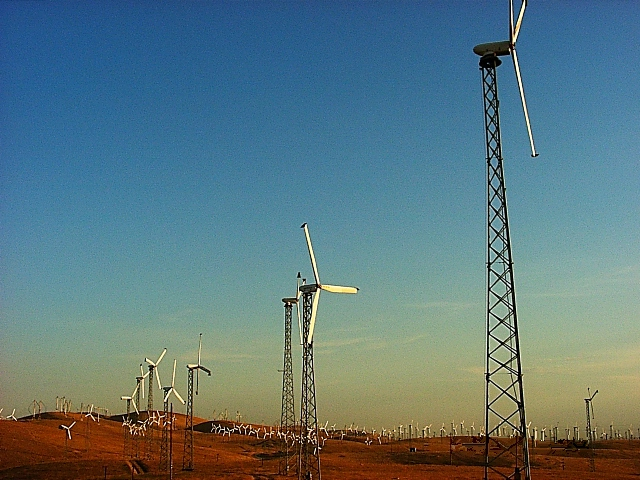
Några av vindkraftverken i Altamont Pass.

Altamont Pass är ett bergspass som ligger i Kalifornien. På ligger 4 930 mindre vindkraftverk.